# Джованні Дженоккі
Джованні Дженоккі (італ. Giovanni Genocchi; 30 липня 1860, Равенна, Італія — 6 січня 1926, Рим, Італія) — перший ватиканський дипломат (Апостольський візитатор) в Україні (1920).

## Біографія
Народився 30 липня 1860 року в місті Равенна. Професор історії і Святого Письма. Вищу освіту здобув у папській семінарії «Піо». 1883 висвячений на священника. Як місіонер відвідав Сирію, Туреччину, Нову Гвінею, Колумбію та Перу.
16 лютого 1920 року Ватикан призначив Джованні Дженоккі першим ватиканським послом в Україні з титулом апостольського візитатора.
Він мав закупити ліки для бідних і поранених в Україні. Дженоккі мав захистити Українську Греко-Католицьку Церкву, що зазнала значних репресій від польської окупаційної влади. Адже тоді було заарештовано декілька тисяч видатних провідників української інтеліґенції та заслано 600 священиків і монахів до концтаборів біля Варшави й Кракова та у Львові.
7 квітня 1920 року Дженоккі вирушив до України. Коли він прибув до Відня, назустріч йому вийшла місцева громада — 15 тисяч українців — на чолі з повним складом посольства УНР в Австрії та Галицького уряду. Проте у Варшаві Польський уряд не дозволив Дженоккі відвідати Львів, поставивши вимогу спершу поїхати з Варшави до Києва та звідти — до Львова. Однак через військові дії тоді в Україні не було можливості подорожувати через Київ до Львова.
У 1922 році прибув до Галичини з метою дослідження причин українсько-польської конфронтації.